# 王世仁 (1907年)
王世仁（1907年7月—1983年12月4日），河南省新县人。中国人民解放军开国少将。
曾任中共霍山县委宣传部副部长。1932年参加中国工农红军。第一次国共内战期间，担任红四军十师政治部宣传科长、红十师三十六团政治处主任。抗日战争初期，任新四军第六支队八团二营副营长。1942年1月起，任新四军第四师十一旅三十二团一营营长，淮北军区二分区泗五灵凤总队总队长。淮北军区第二团团长。第二次国共内战期间，任华中第九军分区第七团团长、华东野战军第11纵队特务团团长兼政委，1949年任华东军区特种兵纵队战车团政治委员。中华人民共和国成立后，曾任华东军区战车二师副政委、政委，1956年任江苏省军区政治部副主任。1964年4月被晋升为少将军衔。1983年12月4日在南京病逝。